# Göteborgs Handels- och Sjöfartstidning

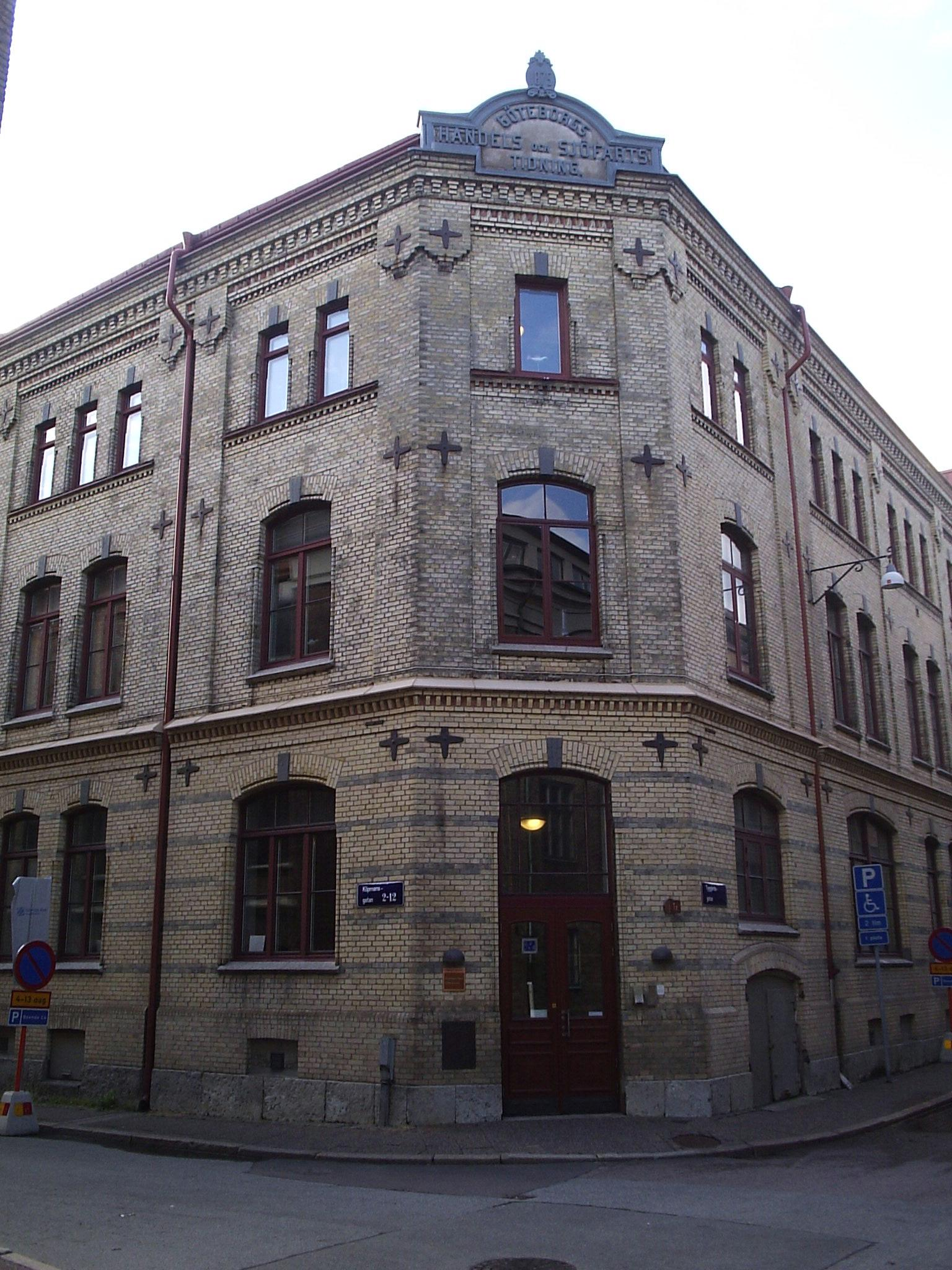
Clădirea în care ziarul și-a avut sediul

Göteborgs Handels- och Sjöfartstidning (GHT) a fost un ziar cotidian publicat la Göteborg, Suedia, din 1832 până în 1985. 

## Istoria și profilul
GHT a fost fondat în 1832 de către editorul Magnus Prytz și a avut o orientare liberală începând din ultima parte a secolului al XIX-lea, după ce Sven Adolf Hedlund a devenit redactor în 1852. Scriitorul Viktor Rydberg a lucrat pentru ziar și mai multe dintre romanele sale au fost publicate aici sub formă de foileton.
În timpul celui de-al Doilea Război Mondial, GHT a fost unul din puținele ziarele suedeze, care a avut loc un profil anti-nazist incontestabil, ceea ce l-a făcut pe redactorul șef (din 1917) Torgny Segerstedt o figură controversată în Suedia neutră. Ilustratorul norvegian Ragnvald Blix a devenit cunoscut pentru caricaturile sale antinaziste publicate în ziar în acea perioadă sub pseudonimul „Stig Höök”. Ziarul a fost publicat doar săptămânal în perioada 1973-1984 și și-a încetat apariția în anul 1985.